# William Pottker
William Pottker (Florianópolis, Santa Catarina, Brasil, 22 de febrero de 1993) es un futbolista brasileño. Juega como delantero y su equipo es el Atlético Goianiense del Campeonato Brasileño de Serie B.

## Trayectoria

### Clubes
| Club                           | País                   | Año       |
| ------------------------------ | ---------------------- | --------- |
| Figueirense F. C.              | Brasil                 | 2011-2013 |
| Gandzasar Kapan F. C. (cedido) | Armenia                | 2013      |
| Ventforet Kofu                 | Japón                  | 2013      |
| Red Bull Brasil                | Brasil                 | 2014      |
| Figueirense F. C.              | Brasil                 | 2014-2016 |
| C. A. Linense (cedido)         | Brasil                 | 2015      |
| S. C. Braga "B" (cedido)       | Portugal               | 2015-2016 |
| C. A. Linense (cedido)         | Brasil                 | 2016      |
| A. A. Ponte Preta              | Brasil                 | 2016-2017 |
| S. C. Internacional            | Brasil                 | 2017-2020 |
| Cruzeiro E. C.                 | Brasil                 | 2020-2023 |
| Al-Wasl F. C. (cedido)         | Emiratos Árabes Unidos | 2021-2022 |
| Avaí F. C. (cedido)            | Brasil                 | 2022      |
| Coritiba (cedido)              | Brasil                 | 2023      |
| Avaí F. C.                     | Brasil                 | 2023-2025 |
| Atlético Goianiense            | Brasil                 | 2025-     |